# Elbe-Lübeckkanaal
Het Elbe-Lübeckkanaal is een kanaal in Sleeswijk-Holstein dat de Elbe met de Trave verbindt. De route werd sinds het eind van de 14e eeuw bevaren, maar het kanaal verkort de vaarroute, omdat de oude route lange meanders kende. De route was een belangrijke doorvoerroute naar de Oostzee, maar tegenwoordig wordt de route minder gebruikt, omdat door de sluizen en bruggen op de route slechts kleine schepen op het kanaal kunnen varen. Het kanaal wordt wel voor de pleziervaart gebruikt als verbinding tussen de Elbe en de Oostzee.

## Geschiedenis
De voorloper van het kanaal was het Stecknitzkanaal, dat tussen 1390 en 1398 door Erik IV van Saksen-Lauenburg werd aangelegd. Daarmee is het een van de oudste aangelegde waterwegen van Europa. 

## Naam
De naam wordt vaak afgekort tot ELK. Tot 1936 werd het kanaal Elbe-Trave-Kanaal genoemd.